# Leandro Lo
Leandro Pereira do Nascimento Lo (São Paulo, 11 de maio de 1989 – São Paulo, 7 de agosto de 2022) foi um lutador brasileiro faixa preta de jiu-jítsu, oito vezes campeão mundial. Ficou conhecido como um dos melhores grapplers da história.

## Carreira
Leandro Lo começou sua carreira no jiu-jítsu aos 14 anos de idade, ao ingressar no projeto social Lutando Pelo Bem, coordenado pelo professor Cicero Costha, e conquistou a faixa preta em 2010. Seu cartel no jiu-jítsu é de 268 vitórias e 39 derrotas. Destas, apenas 10 ocorreram por finalização.
Começando as disputas de campeonatos na categoria peso-leve, foi campeão do campeonato brasileiro da Confederação Brasileira de Jiu-Jitsu (CBJJ) e o campeonato mundial de jiu-jítsu em Abu-Dhabi. Em 2012 venceu mais uma vez o campeonato brasileiro e conquistou seus primeiros títulos do pan-americano e do mundial organizado pela Federação Internacional de Jiu-Jitsu (IBJJF). Entre 2011 e 2013, manteve uma sequência invicta de vitórias na Copa Podio.
Tomou a decisão de subir de categoria, disputando agora como peso-médio, e em 2014 conquistou mais um campeonato mundial. No ano seguinte, anunciou seu desligamento da equipe de Cicero Costha e passou a competir pela NS Brotherhood, academia que fundou ao lado de amigos.
Mudou mais uma vez de categoria em 2017, passando a disputar os campeonatos entre os atletas pesados.

### Títulos
Os principais títulos conquistados por Leandro Lo em sua carreira foram:
- Campeão Mundial (IBJJF) em 2012, 2013, 2014, 2015, 2016, 2018, 2019 e 2022;
- Campeão Pan-americano (IBJJF) em 2012, 2014, 2015, 2016, 2017 e 2018;
- Campeão Europeu (IBJJF) em 2017;
- Campeão brasileiro (CBJJ) em 2011, 2012 e 2017;
- Campeão brasileiro de jiu-jítsu sem quimono em 2011 e 2012;
- Campeão Mundial Abu Dhabi Pro (UAEJJF) em 2011, 2013, 2014 e 2015.

## Morte
No dia 7 de agosto de 2022, Leandro Lo foi assassinado em um show num clube no bairro de Indianópolis, na Zona Sul de São Paulo. Ele levou um tiro na cabeça após uma discussão durante o show. O atleta foi levado ainda com sinais vitais para o hospital, onde foi declarada a morte cerebral. Fátima Lo, mãe de Leandro, afirmou para a TV Globo que o policial também praticava jiu-jítsu e que ele teria provocado a confusão no show. O advogado da família, Ivã Siqueira Junior, afirma que testemunhas relatam que a confusão teria começado quando o homem entrou na roda de amigos de Leandro e começou a chacoalhar uma garrafa de bebida enquanto o encarava como forma de provocação. Segundo testemunhas, a vítima teve uma discussão e, para acalmar a situação, imobilizou o homem. Após se afastar, o agressor sacou uma arma e deu um tiro na cabeça de Lo. Em seguida, chutou sua cabeça duas vezes. O homem que atirou era Henrique Otavio Oliveira Velozo, um policial militar. Ele estava de folga no dia do crime. O corpo de Leandro foi velado na manhã do dia 8 de agosto no Cemitério do Morumby, e sepultado às 16h20.
A Justiça decretou prisão de 30 dias para Henrique, que estava foragido. A Polícia Militar também instaurou apuração administrativa. Henrique foi indiciado por suspeita de homicídio qualificado por motivo fútil.
Entre as pessoas e entidades que o homenagearam, estão a Confederação Brasileira de Jiu-Jitsu, Confederação Brasileira de Jiu-Jitsu Esportivo, a Unity Jiu-Jitsu School, a International Brazilian Jiu-Jitsu Federation, o canal internacional de transmissão de lutas FloGrappling, o lutador de MMA Demian Maia, Augusto Tanquinho, o deputado Alexandre Frota, Josh Thomson, John Gooden, Marc Goddard e Kenny Florian. Sua morte teve repercussão internacional, sendo noticiada por veículos de imprensa como o ABC, BBC e Al Jazeera.

## Ver Também
- Tainan Dalpra
- Gabi Pessanha
- Megaton Dias
- Carlos Lemos Júnior
- Carlos Gracie Jr.
- Luiza Monteiro
- Tayane Porfírio
- Paulo Miyao
- Adam Wardziński